# Fußball-Bezirksklasse Niederrhein
Die Bezirksklasse Niederrhein war eine zweitklassige Fußballliga im Sportgau Niederrhein in der Zeit des Nationalsozialismus. Sie diente als Unterbau der Gauliga Niederrhein, existierte von 1933 bis 1944 und wurde in mehreren Gruppen ausgespielt. Die Sieger der Gruppen spielten dann in einer Aufstiegsrunde die zwei Aufsteiger zur erstklassigen Gauliga Niederrhein aus. Ab 1940 hieß die Bezirksklasse 1. Klasse Niederrhein.

## Geschichte
Nach der durch die Gleichschaltung bedingten Auflösung des Westdeutschen Spiel-Verband 1933 wurden die Mannschaften aus Niederrhein in den Sportgau X Niederrhein eingeordnet. Die zehn in der Saison 1932/33 bestplatzierten niederrheinischen Vereine der Westdeutschen Fußballmeisterschaft erhielten einen Startplatz in der erstklassigen Gauliga, die restlichen Vereine wurden in die unteren Ligen eingeordnet.
Die Bezirksklasse Niederrhein startete 1933/34 mit vier Gruppen zu je zwölf bzw. 13 teilnehmenden Mannschaften. Bereits zur kommenden Spielzeit wurde die Spielklasse auf sechs Gruppen erweitert. Zur Spielzeit 1936/37 wurde die Austragung um eine Gruppe verkleinert, in der darauf folgenden Saison wurde der Spielbetrieb erneut in sechs Gruppen ausgetragen. Ab 1942/43 kamen kriegsbedingt weitere Gruppen hinzu, die Namen sind nicht überliefert. Die Einteilung der Vereine in die verschiedenen Gruppen wechselte häufig.
Kriegsbedingt erfolgte die Auflösung der 1. Klasse nach der Spielzeit 1943/44. Alle noch spielfähigen Mannschaften im Gau wurden in verschiedene Sportkreisgruppen aufgeteilt.

## Spielzeiten der Bezirksklasse Niederrhein 1934–1944
Fettgedruckte Mannschaften setzten sich in der anschließenden Aufstiegsrunde durch und stiegen zur kommenden Spielzeit in die Gauliga Niederrhein auf.

### 1933/34 – 1938/39
| Saison  | Sieger Gruppe 1            | Sieger Gruppe 2     | Sieger Gruppe 3     | Sieger Gruppe 4  | Sieger Gruppe 5        | Sieger Gruppe 6 |
| ------- | -------------------------- | ------------------- | ------------------- | ---------------- | ---------------------- | --------------- |
| 1933/34 | SpVg Odenkirchen           | Rot-Weiß Oberhausen | Homberger SV        | TuRU Düsseldorf  | -                      | -               |
| 1934/35 | Alemannia Aachen           | Union Krefeld       | TuRU Düsseldorf     | Union 02 Hamborn | VfB Speldorf           | SSVg Barmen     |
| 1935/36 | Rhenania Würselen a        | SpVg Odenkirchen    | VfB 03 Hilden       | TSV Duisburg 99  | VfB Speldorf           | SSV Elberfeld   |
| 1936/37 | SpVg Odenkirchen           | BV Altenessen 06    | VfR Ohligs          | VfvB Alsum       | Union 02 Hamborn       | -               |
| 1937/38 | Eintracht München-Gladbach | Union Krefeld       | Westende Hamborn    | Rot-Weiss Essen  | Schwarz-Weiß Wuppertal | VfR Ohligs      |
| 1938/39 | Borussia München-Gladbach  | Union Krefeld       | Rot-Weiß Oberhausen | TuS Helene Essen | SG Blau-Gelb Wuppertal | VfB 03 Hilden   |

### 1939/40 – 1943/44
Die einzelnen Gruppenaufteilungen sind aktuell nicht überliefert. Folgende Vereine erreichten die Aufstiegsrunde:
- 1939/40
  - TuS Helene Essen
  - VfR Ohligs
  - Union 02 Hamborn
  - VfB Rheingold Emmerich
  - Borussia München-Gladbach
  - Borussia Velbert

- 1940/41
  - SSV Wuppertal
  - VfL Benrath
  - SV Grün-Weiß Holten
  - BSG Mannesmann Duisburg
  - Borussia München-Gladbach

- 1941/42
  - Westende Hamborn
  - Union Krefeld
  - Sportfreunde Katernberg
  - Edelstahl Krefeld
  - VfR Ohligs

- 1942/43
  - Fortuna Düsseldorf
  - Gelb-Weiß Hamborn
  - Bayer 04 Leverkusen
  - SC München-Gladbach
  - TSV Ronsdorf
  - Duisburger SpV
  - Sportfreunde Katernberg
  - Marathon Krefeld

- 1943/44
  - Sportfreunde Katernberg
  - VfB 03 Hilden
  - KSG Osterfeld/Sterkrade
  - SV Beeckerwerth
  - Homberger SV
  - KSG Remscheid
  - Preussen Krefeld
  - KSG Wuppertal/Barmen
  - Borussia München-Gladbach